# Михайлов, Михаил Иванович (тенор)
Михаи́л Ива́нович Миха́йлов (настоящие имя и фамилия Моисей Иоакимович Зильберштейн, 27 октября 1858, Вильна — 6 октября 1929, Москва) — российский оперный певец (тенор), которого критики называли «русским Мазини». Артист императорской оперы. Оперный антрепренёр и педагог. Один из крупнейших российских вокалистов рубежа XIX—XX веков.

## Биография
Окончил курс в Московской консерватории (педагог Дж. Гальвани). Сначала пел в Киеве и Тифлисе, с 1884 по 1896 год — в Санкт-Петербурге, на императорской оперной сцене (солист Мариинского театра). На этой сцене дебютировал в партии Радамеса (опера «Аида»).
В 1890 году был переведён из Петербургской императорской труппы в Московскую, где выступал в московском Большом театре.
В 1896—1900 годах возглавил собственную частную оперную труппу.
Выступал как камерный певец.
Композитор Антон Рубинштейн посвятил ему романс «Осень».
В 1895 году выступал вместе с Фёдором Шаляпиным в концертах, в том числе в Вильно.
В 1904 году открыл школу пения в Москве. Также преподавал в Санкт-Петербурге.
Оперная карьера певца была очень продолжительна (42 года).
Умер в 1929 году в Москве. Был похоронен в Ленинграде на Новодевичьем кладбище; могила утрачена.

## Творчество
Наиболее сильные стороны индивидуальности артиста — исключительный по красоте и силе голос, незаурядная вокальная техника. Обладал гибким, легким голосом необыкновенной красоты тембра и широкого диапазона (свободно брал верхнее ре), преодолевал тесситурные трудности. В совершенстве владел техникой вокала, в том числе, филированием звука и колоратурой. Не обладал большим актёрским дарованием. Поэтому художественный образ ролей певец создавал преимущественно вокальными средствами.
Первый исполнитель партии Ленского в опере «Евгений Онегин» Чайковского на сцене Мариинского театра. Исполнение певца было высоко оценено Чайковским.
Также пел партии Рауля («Гугеноты»), Радамеса («Аида»), Фауста, Роланда («Эсклармонда»), Князя («Русалка»), Баяна («Руслан»), Андрея («Мазепа» П. Чайковского); князя («Демон»), Беппо («Корделия», 1-й исполнитель), Альмавива («Севильский цирюльник» Дж. Россини), Фауст («Фауст»), Ромео («Ромео и Джульетта»), Альфред («Травиата»), Герцог («Риголетто»), Яромира («Млада») и другие.